# Loxosceles julia
Loxosceles julia là một loài nhện trong họ Sicariidae.
Loài này thuộc chi Loxosceles. Loxosceles julia được miêu tả năm 1967 bởi Gertsch.